# Toponimi latini dei comuni della Toscana
Di seguito sono riportati i nomi latini dei comuni della Toscana, divisi per provincia.
- Toponimi latini dei comuni della provincia di Arezzo
- Toponimi latini dei comuni della città metropolitana di Firenze
- Toponimi latini dei comuni della provincia di Grosseto
- Toponimi latini dei comuni della provincia di Livorno
- Toponimi latini dei comuni della provincia di Lucca
- Toponimi latini dei comuni della provincia di Massa-Carrara
- Toponimi latini dei comuni della provincia di Pisa
- Toponimi latini dei comuni della provincia di Pistoia
- Toponimi latini dei comuni della provincia di Prato
- Toponimi latini dei comuni della provincia di Siena